# 加勒比女海盗
《加勒比女海盗》（英語：Pirates，或譯為《女海盗》、《神鬼騎航》）是2005年由數位遊樂場、亞當與伊芙聯合出品的成人電影。本片由约恩擔綱編劇和導演。由潔西·珍、卡門·魯花娜、潔琳·琳德穆德、媞格·普萊斯利、蒂芳、Jenaveve Jolie領銜主演。
此片是仿好萊塢電影《神鬼奇航》而製作、拍攝的成人電影，但劇情皆為編導约恩原創的。從2005年9月開始發行之後，不久就打破歷年來的色情片銷售紀錄，成為歷年來銷售量最高的成人娛樂影音產品。
2006年的成人影帶新聞獎典禮上，更獲得24項提名、11項獲獎的成績，此紀錄更是打破了影史紀錄。

## 劇情簡介
一對新婚的夫婦曼紐爾、伊莎貝拉在蜜月旅行的航行中享受了一段短暫甜蜜的時光之後，卻遭到一艘海盜船的襲擊。海盜船長斯塔涅蒂把伊莎貝拉扔到海中，並綁架了曼紐爾以及轟沉商船後就揚長而去，因為曼紐爾是傳說中某位印加王的後裔，海盜們想要從他身上探尋獲得神秘強大力量的途徑。
而伊莎貝拉在海上漂流數日之後，終於被一艘名為「黑神駒號」搭救上船，而愛德華船長是一個成天夢想要當海盜的花花公子，在副手儒勒的鼓勵之下，他們答應要幫伊莎貝拉找到被綁架的丈夫，以及要消滅那群邪惡的海盜.....

## 演員
| 演 員           | 角 色                          | 備 註 |
| 潔西·珍         | 儒勒                           |       |
| 卡門·魯花娜     | 伊莎貝拉                       |       |
| 潔琳·琳德穆德   | 瑟蕊娜                         |       |
| 蒂芳            | 瑪德琳                         |       |
| 媞格·普萊斯利   | 克麗斯蒂娜                     |       |
| 伊凡·史東       | 愛德華·雷諾茲（船長）          |       |
| 湯米·岡恩       | 艾里克·維克多·斯塔涅蒂（船長） |       |
| Kris Slater     | 曼紐爾                         |       |
| 奧斯汀·摩爾     | 安潔莉娜                       |       |
| Jenaveve Jolie  | 海盜舞者                       |       |
| 史蒂芬·聖克羅伊 | 馬爾克                         |       |
| Nhan            | 吳卓                           |       |

## 獎項
僅列出部分獲獎項目
| 獎項                            | 名單                   | 結果 |
| ------------------------------- | ---------------------- | ---- |
| Best Video Feature              | 加勒比女海盜           | 獲獎 |
| 最佳DVD                         | 加勒比女海盜           | 獲獎 |
| 最佳導演 (錄影帶)               | 约恩                   | 獲獎 |
| 最佳男主角 (錄影帶)             | 伊凡·史東              | 獲獎 |
| 最佳女主角 (錄影帶)             | 潔琳·琳德穆德          | 獲獎 |
| 最佳男配角 (錄影帶)             | 湯米·岡恩              | 獲獎 |
| 最佳高清製作                    | 加勒比女海盜           | 獲獎 |
| 最佳全女性性愛場景 (錄影帶)     | 潔西·珍、潔琳·琳德穆德 | 獲獎 |
| 最佳特效                        | 加勒比女海盜           | 獲獎 |
| 最佳音樂                        | 加勒比女海盜           | 獲獎 |
| Best On-Line Marketing Campaign | 加勒比女海盜           | 獲獎 |

| 獎項     | 名單         | 結果 |
| -------- | ------------ | ---- |
| 最佳發行 | 加勒比女海盜 | 獲獎 |
| Epic     | 加勒比女海盜 | 獲獎 |

|  | 本条目的部分内容翻译自英語維基百科条目並以知识共享-署名-相同方式共享4.0协议授权使用。原文作者列表請參閱其页面历史。 |